# Schulweg

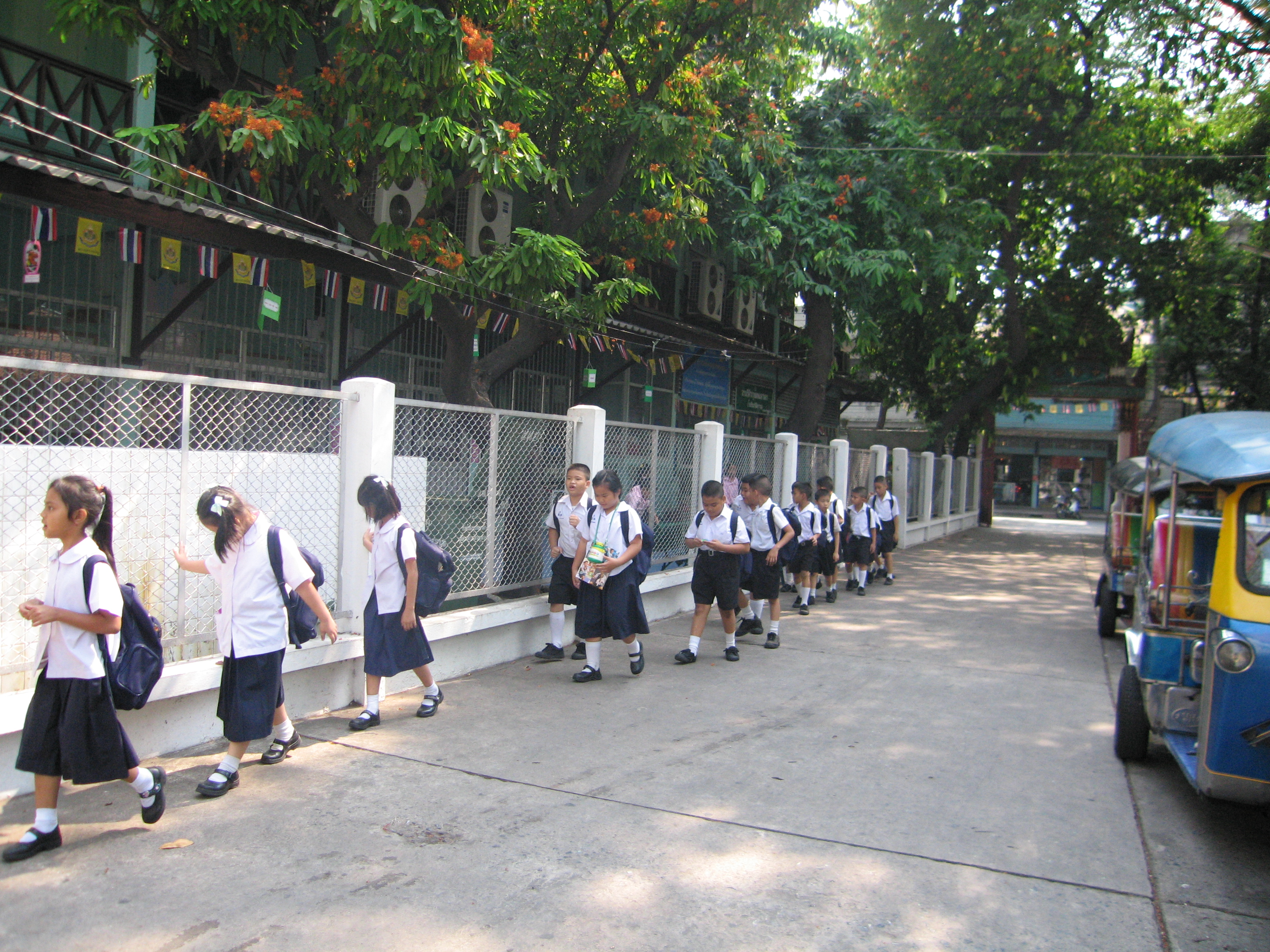
Thailändische Grundschüler auf dem Schulweg

Der Schulweg ist der Weg zwischen Elternhaus und Schule. In der Regel wird er zu Fuß, mit dem Fahrrad oder mit öffentlichen Verkehrsmitteln (z. B. auch mit dem Schulbus) zurückgelegt. In den letzten Jahren werden Kinder auch häufig von ihren Eltern mit dem Pkw zur Schule gebracht (sogenannte Elterntaxis), was einen stark erhöhten Kfz-Verkehr vor den Schulen, die sogenannte „Schul-Rushhour“, bewirkt.
Eine Möglichkeit, den Schulweg in Gruppen von Kindern unter der Begleitung von Erwachsenen zu bewältigen, ist Pedibus.
Ein Schulweg ist im juristischen Sinn der kürzeste sichere Weg zwischen der Wohnung eines Schülers und seiner Schule oder seinem Unterrichtsort. Der Schulweg beginnt an der Haustür des Wohngebäudes und endet am  „nächstliegenden Eingang des Schulgrundstücks“ (§ 97 Abs. 4 SchulgesetzV NRW).

## Zunehmende Entfernungen
Sinkende Schülerzahlen und Änderungen in der bildungspolitischen Zielsetzung führen zu Schulschließungen und zur Einrichtung von Schulzentren. Damit werden auch die Schulwege länger.
Eine von Forschern der Universität Dortmund 1998 durchgeführte Untersuchung ergab, dass ein Drittel von 690 befragten Kindern verschiedener Altersgruppen ihren Schulweg nicht mehr kannte, weil sie von ihren Eltern mit dem Auto gebracht und abgeholt werden. Der elterliche Transport von Kindern zur Schule und zurück, sowie zu Aktivitäten neben der Schule, wird auch als Elterntaxi bezeichnet. Manche Eltern bilden Geh- oder Fahrgemeinschaften.
Zu den von Schulen initiierten Aktionen zur sicheren Gestaltung des Schulwegs gehört auch die Einrichtung sogenannter Elternhaltestellen, die beispielsweise einige hundert Meter von der Schule entfernt sind. Die Elternhaltestellen sollen ein sicheres Ein- und Aussteigen der Kinder sowie einen sicheren Fußweg von der Elternhaltestelle zur Schule gewährleisten. Gleichzeitig weisen die Schulen meist auch auf die Vorteile eines vom Kind zu Fuß zurückgelegten Schulwegs hin.
Als Aktionstag gegen den Trend, Schulwege im Auto zurückzulegen, wurde der 22. September als internationaler Tag des Schulwegs zu Fuß (walk to school day) benannt.

## Unfallgefahren

Warnschild in Deutschland – Schulweg

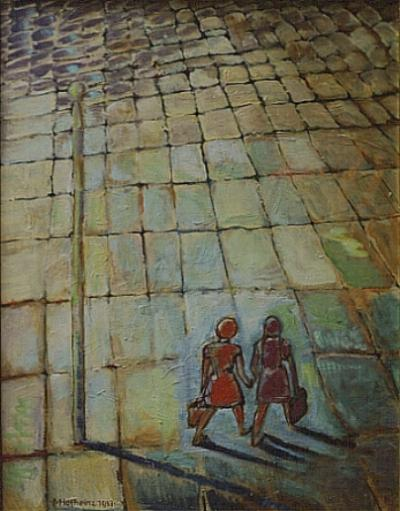
Margret Hofheinz-Döring zeigt mit diesem Bild Schulweg (1953) Hoffnungen und Besorgnis einer beobachtenden Mutter

Der Straßenverkehr ist für Kinder nach Verlassen des schützenden Elternhauses ein unfallträchtiger Bewegungsraum. Dabei sind Schüler vor allem auf ihrem Schulweg hohen Gefahren ausgesetzt. Diese resultieren zu einem geringen Teil aus Gewaltexzessen, vornehmlich aus der Bedrohung durch den Fahrzeugverkehr. Viele Eltern glauben daher immer noch, ihren Kindern die Risiken zu ersparen, indem sie sie in Form des sogenannten Elterntaxi zur Schule chauffieren. Diese Sicherheit trügt, wie die bereits Jahrzehnte lang geführten und alljährlich veröffentlichten amtlichen Aufzeichnungen des Statistischen Bundesamts eindeutig belegen: Nach der amtlichen Statistik haben die Mitfahrunfälle in Kraftfahrzeugen die Fußgängerunfälle mit Kindern seit einigen Jahren  überholt. Sie konterkarieren die ansonsten positiv verlaufende Entwicklung der Unfallzahlen:
Die Sicherheit auf den Schulwegen hat sich seit Ende der 1970er Jahre im Zuge der Neuorientierung der Verkehrspädagogik und Verkehrsdidaktik, mit der Einführung des Fußgängerdiploms und flankierenden Maßnahmen im bildungspolitischen und straßenbaulichen Bereich stetig und deutlich verbessert: Waren bis zu dieser Zeit Kinder noch die Hauptbetroffenen der Verkehrsunfälle, mit jährlich steigenden Unfallzahlen und dem Schwerpunkt auf den Schulwegunfällen, so trugen sie 2015, gemessen an ihrem Bevölkerungsanteil, ein wesentlich geringeres Risiko als andere Altersgruppen, im Straßenverkehr zu verunglücken: Der Anteil der Kinder unter 15 Jahren an allen Verunglückten bei Straßenverkehrsunfällen betrug  im Jahr 2015 lediglich 7,1 %, während ihr Bevölkerungsanteil  bei 13,2 % lag. Wurden im Jahre 1978 noch 468 verunfallte Kinder auf 100.000 Einwohner ihrer Altersklasse gezählt, sank diese Zahl im Jahre 2015 auf  264. Das Risiko, im Straßenverkehr umzukommen, sank in diesem Zeitraum sogar von 94 Kindern je einer Million Einwohner auf acht Kinder im Jahr 2015. Auf der anderen Seite kamen 38,0 % der verunglückten Kinder im Jahr 2015 als Insasse in einem Pkw zu Schaden, und von den im Jahr 2015 getöteten Kindern verloren die meisten als Mitfahrer in einem Pkw ihr Leben (40,5 %).
Viele Kinder lernen heute zu spät oder gar nicht, Gefahren im Straßenverkehr richtig einzuschätzen und mit ihnen angemessen umzugehen. Verkehrsexperten machen dafür vor allem das Unmündigbleiben zu vieler Kinder aufgrund übermäßigen Fahrzeugtransports, ein zu frühes Radfahren und eine vielfach fehlende systematische Verkehrserziehung verantwortlich. Wie es die Statistiken ausweisen, ist die Gefährdung der Kinder auf den Schulwegen in wesentlichen Teilen der künstlichen Verdichtung des Kraftverkehrs im Umkreis der Schulen, der sogenannten „Schul-Rushhour“, und dem damit erzeugten Vorschulstress bei Eltern und Kindern zuzuschreiben. Die Unsitte des Elterntaxis konterkariert die Bemühungen der Verkehrserziehung um eine Verselbstständigung und Kompetenzgewinnung der Kinder für ihre eigene Sicherheit und die ansonsten bereits erfolgreiche Reduzierung der Unfälle. Hilfreich und wirklich schützend ist demnach nachweislich nicht die Entmündigung des Kindes in Form einer Passivierung als Verkehrsteilnehmer durch einen Fremdtransport, sondern nur eine möglichst frühzeitige sachgerechte Einführung des Kindes in die aktive kompetente Beteiligung am Verkehrsleben entsprechend seinem Entwicklungsstand und seinen Lernfortschritten. Dies bedeutet konkret die Befähigung zum selbstständigen eigenverantwortlichen Schulgang als Fußgänger, was  als ein wesentliches Kennzeichen der Schulreife des Erstklässlers angesehen wird, bzw. eine Befähigung als selbstständiger Radfahrer nach bestandener Radfahrprüfung im dritten oder vierten Schuljahr.

## Versicherung
Versicherungsrechtlich ist nicht nur der direkte gefahrlose Weg zur  Schule versichert. Verunglückt ein Schüler auf einem „Abstecher“, zahlt die Versicherung nur bei „alterstypischem Verhalten“ (Bundessozialgericht: B 2 U 29/06 R). Die Versicherung wird aus kommunalen und staatlichen Mitteln finanziert.

## Hilfen
Als Maßnahmen für einen sicheren Schulweg sind ein regelmäßiges Schulwegtraining und, besonders im Winter, lichtreflektierende Kleidung wichtig. An manchen Kreuzungen und Fußgängerüberwegen findet eine kommunale oder polizeiliche Schulwegsicherung statt (Warnungen durch Schilder und Anhalten von Fahrzeugen). Des Weiteren sind zur Schulwegsicherung auch Verkehrshelfer wie Schülerlotsen tätig. Auch gut sichtbare helle Kleidung kann für mehr Sicherheit im Straßenverkehr sorgen.
Kinder im Vorschulalter genießen die vertraute Umgebung und die Nähe ihrer Eltern. Im Grundschulalter aber lösen sie sich Schritt für Schritt vom Elternhaus, trauen sich immer mehr zu und legen neue, schwierigere Wege zurück. Um Eltern, Kindern und zuständigen Behörden hier angemessen Hilfestellungen zu geben, hat die Unfallforschung der Versicherer (UDV) ein Medienpaket entwickelt. In diesem werden Empfehlungen für den Schulweg zu Fuß, mit dem Fahrrad, mit dem Omnibus oder auch mit dem Auto gegeben.
Nach dem Didaktikmodell Verkehrserziehung vom Kinde aus wurden an der Pädagogischen Hochschule Karlsruhe ein Standardprogramm und mehrere kindgemäße Methoden entwickelt, die speziell auf die Vorbereitung und das Training des Vorschulkindes und Schulanfängers als selbstständige Verkehrsteilnehmer ausgerichtet sind: Schon die Erstklässler sollten grundsätzlich möglichst wenig in Autos gefahren werden und sich stattdessen aktiv als Fußgänger am Verkehrsleben beteiligen. Das Karlsruher 12-Schritte-Programm will Vorschüler in kurzer Zeit zu ersten sicheren Alleingängen in der unmittelbaren Wohnumgebung befähigen. Das darauf aufbauende Fußgängerdiplom befasst sich mit der sicheren Bewältigung des Schulwegs durch den Schulanfänger. Weitere, kindgemäß gestaltete Projekte wie das Schulwegspiel sind darauf angelegt, Wissen und Können der Kinder zu vertiefen und zu festigen.

## Kostenzuschüsse
Kostenlose oder ermäßigte Schülertickets für den Schulweg gibt es nur, wenn der Schüler außerhalb eines bestimmten Umkreises um seine Schule wohnt. Die genauen Bestimmungen sind Ländersache, doch die Kultusminister haben sich auf eine gemeinsame Definition festgelegt. So sind Zuschüsse zu gewähren, wenn der Schulweg in der einfachen Entfernung für den Schüler der Primarstufe mehr als 2 km, der Sekundarstufe I mehr als 3,5 km und der Sekundarstufe II mehr als 5 km beträgt oder auch wenn der Schüler oder die Schülerin aus gesundheitlichen Gründen ein Verkehrsmittel benutzen muss.